# 八俣送信所

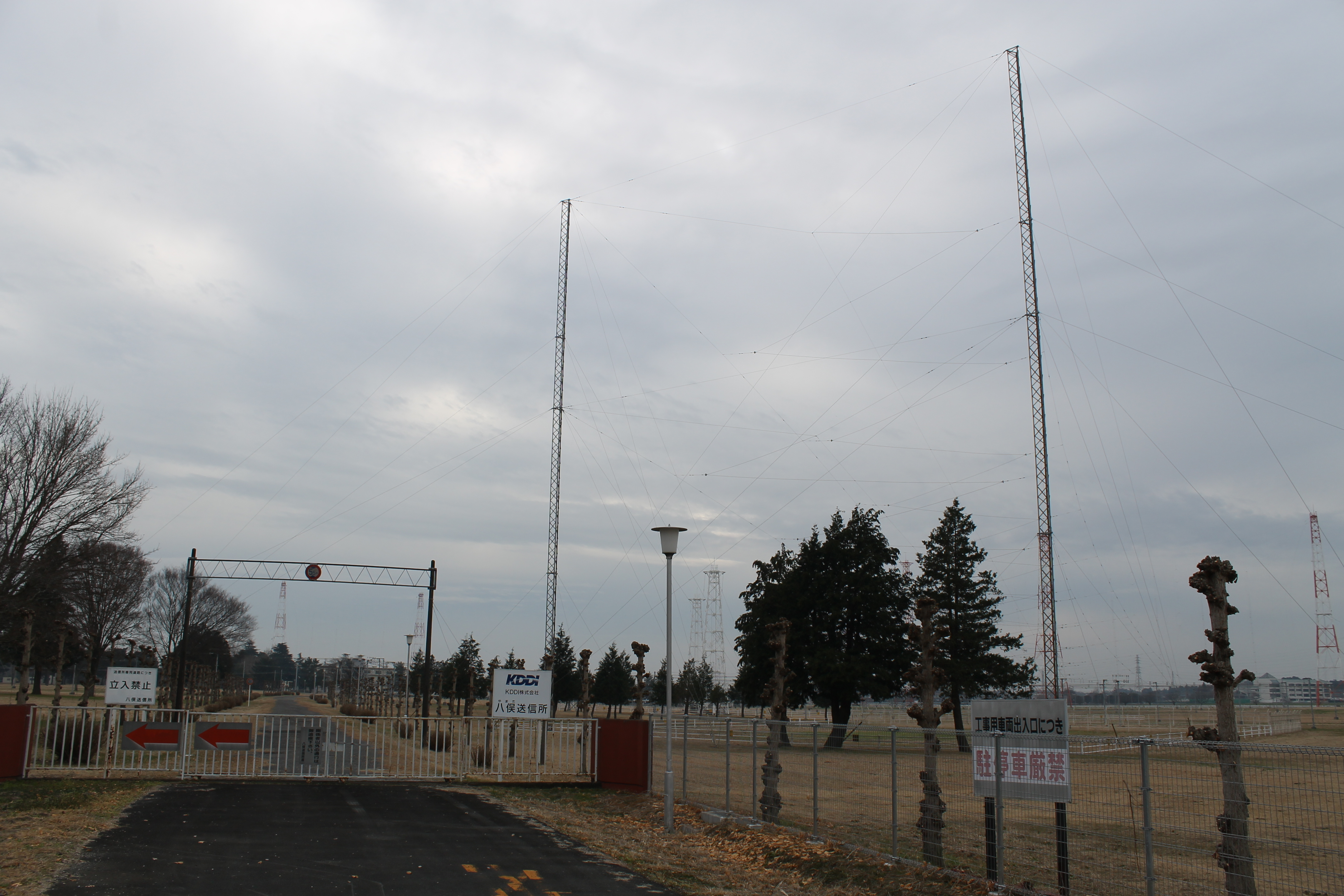
KDDI八俣送信所（2018年12月撮影）

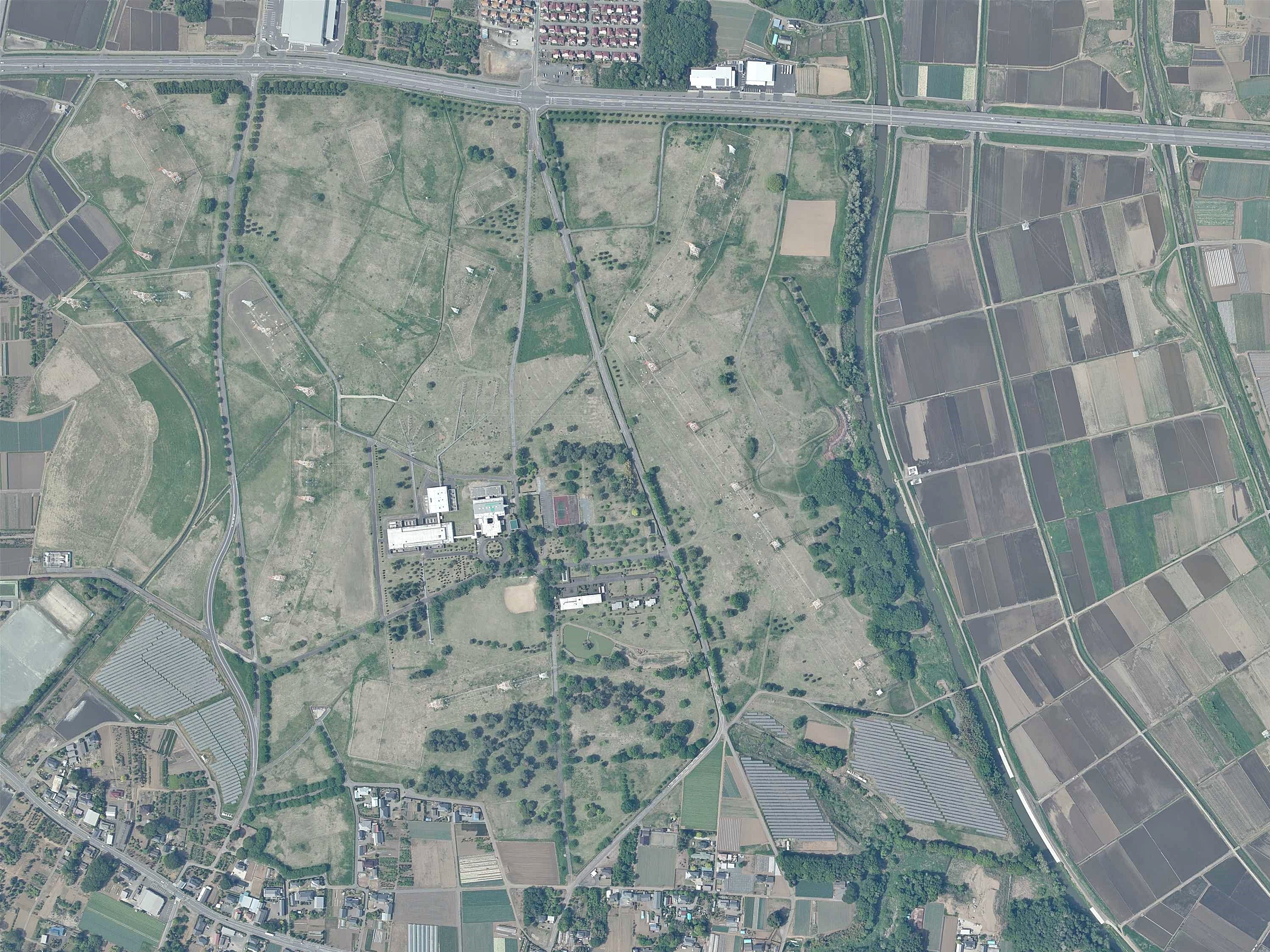
八俣送信所の空中写真。空中線は全部で18式。中央の白い建物がKDDIの建屋
（2021年）

八俣送信所（やまたそうしんじょ、正式名称：KDDI八俣送信所）とは、KDDIが所有する送信所である。同所内にある五十塚古墳群（いそづかこふんぐん）についても解説する。
KDDIが日本放送協会（NHK）からNHKワールド・ラジオ日本（NHK World Radio Japan）の送信を受託している。

## 所在地
茨城県古河市東山田（ひがしやまた）字八俣4428（北緯36度10分20秒 東経139度49分30秒 / 北緯36.17222度 東経139.82500度付近）
八俣の名前は、国際電気通信が当所を開所した際、この地が茨城県猿島郡八俣村と称していたことに由来する。八俣村は昭和の大合併で三和村（みわむら）となり、町制施行・読み方の変更で三和町（さんわまち）に改称したのち、さらに平成の大合併で古河市になった。
広大な土地の他、自然災害のリスクが低い場所として当地が選定された。近隣には、旧KDD所属だった名崎送信所や栃木県側には小山送信所もあった。また埼玉県久喜市（旧・菖蒲町）には国内向けNHKラジオ第1放送・第2放送の菖蒲久喜ラジオ放送所などもあり、電波銀座の様相を呈している。

## 送信施設概要
| 放送局名                | 呼出符号    | 周波数（kHz）        | 空中線電力 | 放送対象地域                                            |
| ----------------------- | ----------- | -------------------- | ---------- | ------------------------------------------------------- |
| NHKワールド・ラジオ日本 | JOB6〜JOB21 | 下記外部リンクを参照 | 最大300kW  | 国際放送 （日本国内でも聴取可能）                       |
| しおかぜ                | JSR         | 下記外部リンクを参照 | 300kW      | 北朝鮮全域を中心とした世界各地 （日本国内でも聴取可能） |

- 送信空中線：カーテンアンテナ×15、ログペリアンテナ（対数周期アンテナ）×3[1]
  - カーテンアンテナ―多線式折り返しダイポールを放射素子となす一種のアレイアンテナ。形状からこの名がある。八俣送信所のカーテンアンテナは6〜12MHz周波数帯が1面と12MHz〜22MHzの周波数帯の1面、合計2面で1式、反射器もある。入力インピーダンスは平衡300Ω、利得は16.5dBiまたは14dBi。最大瞬間風速60mに耐えられるように設計。送信機から同軸ケーブルで出力した不平衡50Ωを野外にあるバラン（アンテナ整合装置）で平衡300Ωに変換して平行4線でアンテナに給電して、アンテナ切替装置で最適な方向に送信するアンテナを選ぶ。
- 空中線支え鉄柱：張られるカーテンアンテナを支える鉄塔は、約35m〜70m自立式トラス鉄柱35本、うち35mクラスが13本、70mクラスが22本
- 送信機：300kW送信機5台、100kW送信機2台[1]。
  - TA-3001（国際電気） 真空管を用いた終段プレート変調式300kW短波送信機。SSB送信にも対応。送信周波数範囲は5.9〜21.9MHz。四極管3本使用。うち変調器にTH573（グリッド電圧1000V、フィラメント電圧15V、フィラメント電流500A、使用可能周波数26MHz、重量53kg）を2本を使用、電力増幅器にTH558（4CM500000G）（プレート損失500000W、フィラメント電圧23V、フィラメント電流500A（最大1000A）、使用可能周波数110MHz（CWは50MHz）、重量70kg）が1本。音声入力は600Ω（0dBm）。音声周波数特性は50〜7500Hz（フラットは150〜3500Hz）、80%変調時で歪率3%以下、95%変調時で歪率5%以下。送信機総重量7500kg
- 番組伝送回線：（NHKワールド・ラジオ日本の場合）NHK放送センターから専用デジタル回線（768kbps）をメインに64kbps程度の伝送量回線が十数回線
- 送信局舎：敷地のほぼ中央に集中。送信機棟は鉄筋コンクリート平屋建て。第1送信機棟は延べ面積2700m2（送信機8台他）、第2送信機棟は970m2（送信機3台他）。局舎にくぼんだ痕が有るのは、第二次世界大戦でアメリカ軍の軍用機から機銃掃射を受けた弾痕のため。
- 電源：66kV送電線より2回線にて受電。送信機棟の受配電設備に6.6kV
- 計測機器の一部は職員が構築したカスタム品である[1]。

## 沿革
- 1940年（昭和15年）11月1日 - 国際電気通信八俣送信所開設。
- 1941年（昭和16年）1月1日 - 海外向けの送信を開始[1]。
- 1942年（昭和17年）12月3日 - 八俣送信所に50kW短波送信機（R-3号機）を増設。
- 1944年（昭和19年）
  - 1月10日〜14日 - 八俣送信所10kW送信機で昭南放送局へ西亜、欧州、南米向け放送の試験送信を実施。
  - 4月15日 - 昭南放送局、八俣送信所から移設した50kW短波送信機で欧州向けの中継開始。
- 1945年（昭和20年）
  - 4月 - 国際電気通信多摩送信所（東京都南多摩郡堺村大字相原字土ヶ谷）竣工し、八俣送信所よりGRP-439C型短波送信機（50kW）を移設。制空権を得たアメリカ軍の軍用機から機銃掃射の対象になり、送信設備への被害を受ける。
  - 8月15日 - 正午以降、各国語で「終戦の詔書」（玉音放送）を放送。
  - 9月1日 - 10:30をもって東亜放送停止。
  - 9月4日 - GHQ指令第2号第5部第5項により外国語の海外放送中止。
  - 9月10日 - 16:00をもって日本語の海外放送中止。
- 1947年（昭和22年） - GHQ指令により国際電気通信株式会社法廃止と国際電気通信株式会社の解散。これに伴い逓信省に移管[1]。
- 1949年（昭和24年）6月1日 - 逓信省廃止。二省分離（郵電分離）により、八俣送信所は新設された電気通信省の所管となる。
- 1952年（昭和27年）
  - 2月1日 - 海外向け放送を「ラジオ日本（ラジオニッポン、Radio Japan）」として再開。
  - 8月1日 - 電気通信省は廃止され、八俣送信所は日本電信電話公社（NTTの前身･電電公社）の所管となる。
- 1953年（昭和28年）3月24日 - 国際電信電話株式会社法の制定に伴い、国際電信電話業務を日本電信電話公社より分離し成立した国際電信電話株式会社（KDD）に移管。
- 1980年代後半 - 八俣送信所の大規模改修工事に伴い、空中線電力が最大300kWとなる。当初は500kWで申請していたが、送信所周辺の住宅事情等を考慮。また、80年代後半の八俣送信所には自家発電設備もなく、その頃、送信所周辺地域の作業停電のため数時間送信が全くできない日があった。
- 1988年（昭和63年）4月 - カナダ放送協会（CBC）、ラジオ・フランス・インターナショナル（RFI）の中継国際放送開始。
- 1990年（平成2年） - 湾岸戦争が勃発。現地に残留している邦人向けに有事放送を行う[1]。
- 1993年（平成5年）4月 - 英国放送協会（BBC）の中継国際放送開始。
- 1998年（平成10年）12月1日 - 国際電信電話会社法廃止。国際電信電話株式会社と日本高速通信株式会社が合併したケイディディ株式会社（KDD株式会社）の所管となる。
- 2000年（平成12年）10月1日 - 第二電電株式会社（DDI）、ケイディディ株式会社、日本移動通信株式会社（IDO）の合併に伴い、KDDIの所管となる。
- 2005年（平成17年）10月30日 - 特定失踪者問題調査会により北朝鮮による日本人拉致被害者向け放送「しおかぜ」の放送開始。
- 2006年（平成18年）10月 - RFIの中継国際放送廃止。
- 2007年（平成19年）10月 - BBCの中継国際放送廃止。
- 2012年（平成24年）6月 - CBCの中継国際放送廃止。
- 2014年（平成26年）1月 - 八俣送信所の隣接地においてメガソーラーシステムの稼働を開始[2]
- 2021年（令和3年）5月 - 送信開始から80周年を記念して記念式典が行われる[1]。

## 五十塚古墳群

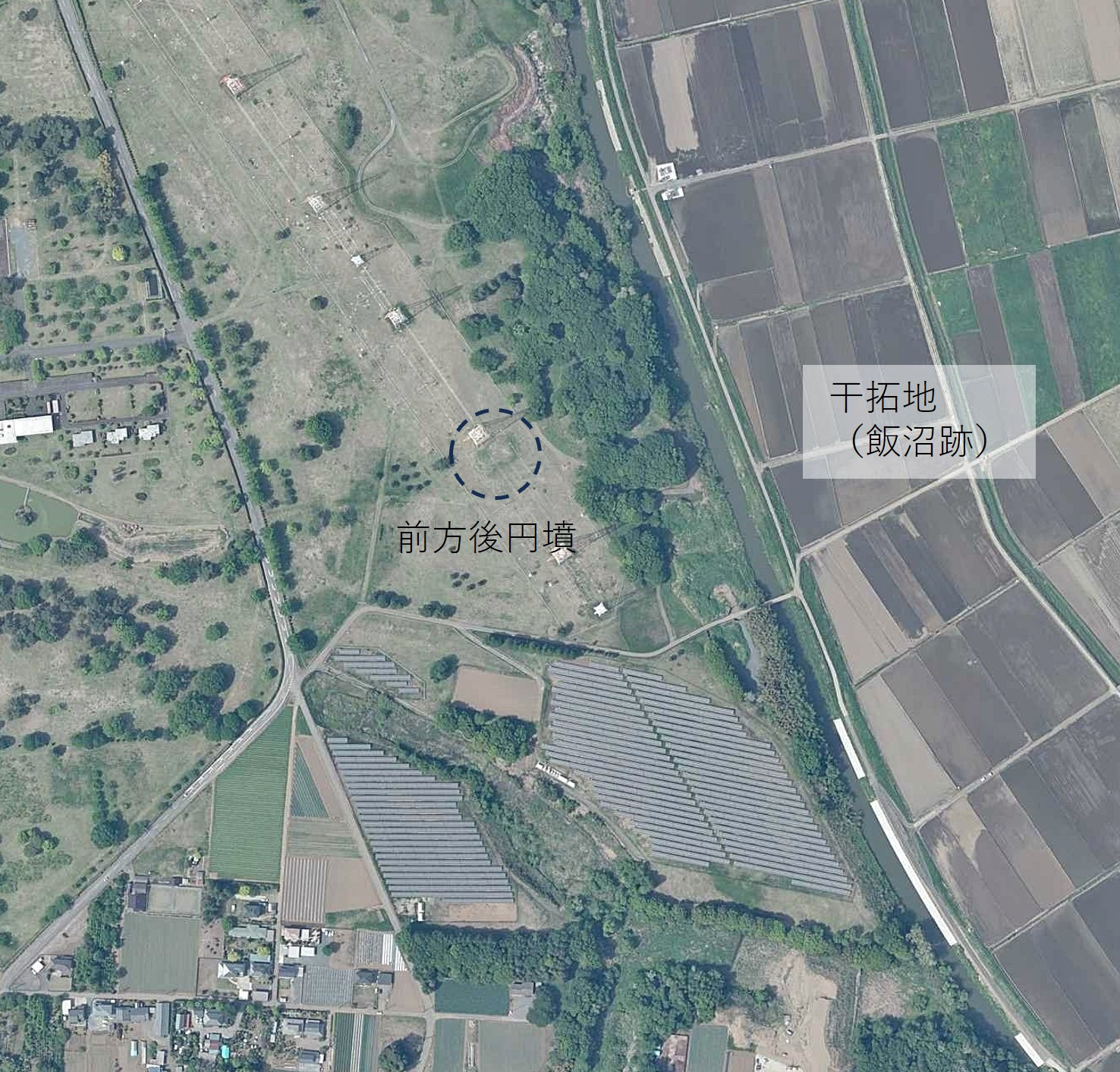
前出「八俣送信所の空中写真」の一部を拡大。鉄柱近くに前方後円墳がみえる。円墳も近いが飯沼跡側の樹木に覆われている
（2021年）

同所の敷地内には五十塚古墳群（いそづかこふんぐん）が所在する。現在は前方後円墳1基・円墳2基だが、かつては前方後円墳2基・円墳十数基から構成された。このうち前方後円墳は、同所管理上の理由で立ち入り禁止になっている。昭和23年（1948年）頃に、瓢箪塚古墳と呼ばれた前方後円墳1基が切り崩され、箱式石棺の中から直刀一振り、鉄鏃5 - 6本が見つかっている。副葬品から築造時期は、6世紀中ごろから後半にかけてと推定される。これらの古墳は旧飯沼の低地を見下ろす台地上にあるが、飯沼周辺には東浦古墳（円墳・東諸川）、大塚古墳群（円墳3期・湮滅）、城山古墳群（円墳2基・八千代町栗山）など、多数の古墳が分布。古墳時代の集落遺跡も多くみられることから、政治経済活動が活発な地域であったと推定される 。